# Премія «Давид ді Донателло» за найкращу режисерську роботу
Премія «Давид ді Донателло» за найкращу режисерську роботу (італ. David di Donatello per il miglior regista) — один з призів національної італійської кінопремії Давид ді Донателло. Вручається щорічно, починаючи з 1956 року.
Найбільшу кількість нагород кінопремії (чотири) отримав Маріо Монічеллі (станом на 2015 рік).

## 1950-ті
| Рік  | Режисер           | Фільм переможець   |
| ---- | ----------------- | ------------------ |
| 1956 | Джанні Франчоліні | Римські оповідання |
| 1957 | Федеріко Фелліні  | Ночі Кабірії       |
| 1958 | не вручалася      | не вручалася       |
| 1959 | Альберто Латтуада | Буря               |

## 1960-ті
| Рік  | Режисер                | Фільм переможець     |
| ---- | ---------------------- | -------------------- |
| 1960 | Федеріко Фелліні       | Солодке життя        |
| 1961 | Мікеланджело Антоніоні | Ніч                  |
| 1962 | Ерманно Ольмі          | Вакантне місце       |
| 1963 | Вітторіо Де Сіка       | Самітники Альтони    |
| 1964 | П'єтро Джермі          | Спокушена і покинута |
| 1965 | Вітторіо Де Сіка       | Шлюб по-італійськи   |
| 1965 | Франческо Розі         | Момент істини        |
| 1966 | Алессандро Блазетті    | Я, я, я та інші      |
| 1966 | П'єтро Джермі          | Пані та панове       |
| 1967 | Луїджі Коменчіні       | Незрозумілий         |
| 1968 | Карло Лідзані          | Бандити в Мілані     |
| 1969 | Франко Дзефіреллі      | Ромео і Джульєтта    |

## 1970-ті
| Рік  | Режисер           | Фільм переможець          |
| ---- | ----------------- | ------------------------- |
| 1970 | Джилло Понтекорво | Кеймада                   |
| 1971 | Лукіно Вісконті   | Смерть у Венеції          |
| 1972 | Серджіо Леоне     | За жменю динаміту         |
| 1972 | Франко Дзефіреллі | Брат Солце, сестра Місяць |
| 1973 | Лукіно Вісконті   | Людвіг                    |
| 1974 | Федеріко Фелліні  | Амаркорд                  |
| 1975 | Діно Різі         | Запах жінки               |
| 1976 | Маріо Монічеллі   | Мої друзі                 |
| 1976 | Франческо Розі    | Ясновельможні трупи       |
| 1977 | Маріо Монічеллі   | Дуже дрібний буржуа       |
| 1977 | Валеріо Дзурліні  | Пустеля татар             |
| 1978 | Етторе Скола      | Незвичайний день          |
| 1979 | Франческо Розі    | Христос зупинився в Еболі |

## 1980-ті
| Рік  | Режисер/фільм переможець                                                       | Номінанти                                                                  |
| ---- | ------------------------------------------------------------------------------ | -------------------------------------------------------------------------- |
| 1980 | Марко Беллоккьо — Стрибок в темінь Джилло Понтекорво — Операція «Страховисько» |                                                                            |
| 1981 | Франческо Розі — Три брати                                                     | Луїджі Коменчіні — Повернись, Еудженіо Етторе Скола — Любовна пристрасть   |
| 1982 | Марко Феррері — Історії звичайного безумства                                   | Сальватор Пісчіселлі — Le occasioni di Rosa Карло Вердоне — Тальк          |
| 1983 | Паоло Тавіані та Вітторіо Тавіані — Ніч Святого Лоренцо                        | Джанні Амеліо — В саме серце Етторе Скола — Ніч Варенни                    |
| 1984 | Етторе Скола — Бал                                                             | Федеріко Фелліні — І корабель пливе… Нанні Лой — Мене послав Піконе        |
| 1985 | Франческо Розі — Кармен                                                        | Пупі Аваті — Impiegati Паоло Тавіані та Вітторіо Тавіані — Хаос            |
| 1986 | Маріо Монічеллі — Сподіваємося, що буде дівчинка                               | Федеріко Фелліні — Джинджер і Фред Нанні Моретті — Меса завершена          |
| 1987 | Етторе Скола — Сім'я                                                           | Пупі Аваті — Різдвяний подарунок Франческо Мазеллі — Історія кохання       |
| 1988 | Бернардо Бертолуччі — Останній імператор                                       | Федеріко Фелліні — Інтерв'ю Микита Михалков — Очі чорні                    |
| 1989 | Ерманно Ольмі — Легенда про святого пияка                                      | Марко Різі — Мері назавжди Джузеппе Торнаторе — Новий кінотеатр «Парадізо» |

## 1990-ті
| Рік  | Режисер/фільм переможець                                                      | Номінанти |
| ---- | ----------------------------------------------------------------------------- | --- |
| 1990 | Маріо Монічеллі — Дивна хвороба                                               | Джанні Амеліо — Відкриті двері Пупі Аваті — Історія хлопчиків і дівчаток Федеріко Фелліні — Голос місяця Нанні Лой — Безпритульники Нанні Моретті — Червоний штрафний |
| 1991 | Марко Різі — Хлопці з вулиці Ріккі Тоньяцці — Ультра                          | Франческа Аркібуджі — Під вечір Даніеле Лукетті — Тиждень сфінкса Габріеле Сальваторес — Середземне море                                                              |
| 1992 | Джанні Амеліо — Викрадач дітей                                                | Марко Різі — Невидима стіна Карло Вердоне — Будь проклятий день, коли я тебе зустрів                                                                                  |
| 1993 | Роберто Фаенца — Іона, який жив в череві кита Ріккі Тоньяцці — В моїй кімнаті | Франческа Аркібуджі — Великий кавун |
| 1994 | Карло Вердоне — Більше не зустрічатимемося                                    | Нанні Моретті — Дорогий щоденник Паскуале Поццессере — Батько і син                                                                                                   |
| 1995 | Маріо Мартоне — Любов стомлює                                                 | Джанні Амеліо — Америка Алессандро Д’Алатрі — Без шкіри |
| 1996 | Джузеппе Торнаторе — Фабрика зірок                                            | Бернардо Бертолуччі — Вислизаюча краса Карло Ліццані — Целлулоїд Паоло Вірдзі — Відпустка у серпні                                                                    |
| 1997 | Франческо Розі — Перемир'я                                                    | Роберто Фаенца — Маріанна Укрія Вілма Лабате — Моє покоління Габріеле Сальваторес — Нірвана Мауріціо Дзаккаро — Ягдташ                                                |
| 1998 | Роберто Беніньї — Життя прекрасне                                             | Маріо Мартоне — Театр війни Паоло Вірдзі — Яйця круто |
| 1999 | Джузеппе Торнаторе — Легенда про піаніста                                     | Бернардо Бертолуччі — Обложені Джузеппе Піччионі — Не від миру сього                                                                                                  |

## 2000-ті
| Рік  | Режисер/фільм переможець                    | Номінанти |
| ---- | ------------------------------------------- | --- |
| 2000 | Сільвіо Сольдіні — Хліб і тюльпани          | Марко Бекіс — Гараж Олімпо Ріккі Тоньяцці — Закон протилежностей                                                                                 |
| 2001 | Габріеле Муччіно — Останній поцілунок       | Марко Тулліо Джордана — Сто кроків Нанні Моретті — Кімната сина                                                                                  |
| 2002 | Ерманно Ольмі — Великий Медічі: Лицар війни | Джузеппе Піччіоні — Світло моїх очей Сільвіо Сольдіні — Народжені вітром                                                                         |
| 2003 | Пупі Аваті — Серце не з тобою               | Марко Беллоккьо — Посмішка моєї матері Маттео Гарроне — Таксидерміст Габріеле Муччіно — Пам'ятай про мене Ферзан Озпетек — Вікно навпроти        |
| 2004 | Марко Тулліо Джордана — Найкращі з молодих  | Пупи Аваті — Різдвяний реванш Марко Беллоккьо — Здрастуй, ніч Серджіо Кастеллітто — Не рухайся Маттео Гарроне — Перше кохання                    |
| 2005 | Паоло Соррентіно — Наслідки кохання         | Джанні Амеліо — Ключі від будинку Давіде Ферраріо — Після опівночі Андреа Фрацці, Антоніо Фрацці — Такі діти Ферзан Озпетек — Біль чужих сердець |
| 2006 | Нанні Моретті — Кайман                      | Антоніо Капуано — Війна Маріо Мікеле Плачіо — Кримінальний роман Серджо Рубіні — Земля Карло Вердоне — Мій найкращий ворог                       |
| 2007 | Джузеппе Торнаторе — Незнайомка             | Марко Беллоккьо — Режисер весіль Емануеле Кріалезе — Новий світ Даніеле Лукетті — Мій брат — єдина дитина в сім'ї Ерманно Ольмі — Сто цвяхів     |
| 2008 | Андреа Молайолі — Дівчина біля озера        | Крістіна Коменчіні — Білі і чорні Антоніо Луїджі Гримальді — Тихий хаос Карло Маццакураті — Тримати дистанцію Сільвіо Сольдіні — Дні і хмари     |
| 2009 | Маттео Гарроне — Гомора                     | Пупі Аваті — Тато Джованні Фаусто Бріцці — Екс Джуліо Манфредонія — Це здійснимо Паоло Соррентіно — Дивовижний                                   |

## 2010-ті
| Рік  | Режисер/фільм переможець                                  | Номінанти |
| ---- | --------------------------------------------------------- | --- |
| 2010 | Марко Беллоккьо — Перемагати                              | Джорджо Дірітті — Той, хто прийде Ферзан Озпетек — Холості постріли Джузеппе Торнаторе — Баарія Паоло Вірдзі — Перше прекрасне |
| 2011 | Даніеле Лукетті — Наше життя                              | Марко Беллоккьо — Мої сестри Саверіо Костанзо — Самотність простих чисел Клаудіо Капелліні — Тихе життя Мікеланджело Фраммартіно — Чотири рази Паоло Дженовезе — Незрілі Маріо Мартоне — Ми вірили Лука Міньєро — Ласкаво просимо на південь |
| 2012 | Паоло Тавіані та Вітторіо Тавіані — Цезар повинен померти | Емануеле Кріалезе — Материк Марко Тулліо Джордана — Роман про бійню Нанні Моретті — У нас є Папа Паоло Соррентіно — Де б ти не був |
| 2013 | Джузеппе Торнаторе — Найкраща пропозиція                  | Бернардо Бертолуччі — Ти і я Маттео Ґарроне — Реальність Габріеле Сальваторес — Сибірське виховання Даніель Вікарі — Школа «Діаз» |
| 2014 | Паоло Соррентіно — Велика краса                           | Ферзан Озпетек — Пристебніть ремені Карло Маццакураті — Не у стільцях щастя Етторе Скола — Це дивне ім'я Федеріко! Паоло Вірдзі — Ціна людини                                                                                                |
| 2015 | Франческо Мунці — Чорні душі                              | Саверіо Костанзо — Голодні серця Маріо Мартоне — Неймовірний юнак Нанні Моретті — Моя мама Ерманно Ольмі — Зелень буде цвісти знову |
| 2016 | Маттео Ґарроне — Казка казок                              | Джанфранко Росі — Море у вогні Клаудіо Калігарі — Не будь злим Паоло Дженовезе — Ідеальні назнайомці Паоло Соррентіно — Юність |
| 2017 | Паоло Вірдзі — Як навіжені                                | Марко Беллоккьо — Приємних снів Едоардо Де Ангеліс — Неподільні Клаудіо Джованнезі — Квітка Маттео Ровере — Швидка, як вітер |
| 2018 | Йонас Карпіньяно — Чамбра                                 | Джанні Амеліо — Ніжність Паоло Дженовезе — Місце Антоніо Манетті, Марко Манетті — Кохання і злочинний світ Ферзан Озпетек — Зачарований Неаполь                                                                                              |
| 2019 | Маріо Мартоне — Капрі-революція                           | Лука Гуаданьїно — Назви мене своїм ім'ям Маттео Ґарроне — Догмен Валерія Голіно — Ейфорія Аліче Рорвахер — Щасливий Ладзаро |